# Мопти
Мопти (фр. Mopti) — город в центральной части Мали.

## История
Город был основан в XIX веке, хотя заселение островов произошло намного раньше. В связи с ограниченностью земель, Мопти очень плотно застроен, по сравнению с другими городами Мали здесь преобладает многоэтажная застройка. Изначально остров был много меньше, чем сегодня, первые дамбы, связывающие с другими островами, начали появляться в начале XX века. Районы вокруг и между островов были постепенно заполнены и подняты, в основном за счет утрамбовки бытового мусора, этот процесс продолжается и сейчас на западных окраинах «Старого города». В 2002 году Мопти был одним из городов Мали, принимавших у себя Кубок Африканских наций. Для этого события был построен большой современный стадион.
Четвертый президент Мали, Амаду Тумани Туре — уроженец Мопти.

## География
Расположен на слиянии рек Нигер и его притока Бани, примерно в 460 км к северо-востоку от Бамако, на высоте 278 м над уровнем моря. Административный центр одноимённой области. Город находится на трёх островах, известных как «Старый город», «Новый город» и «Бани», поэтому иногда его называют «Венеция Мали».

## Климат
Погода жаркая и сухая на протяжении большей части года с большим количеством солнечных дней. Среднесуточная температура в самые жаркие месяцы (апрель и май) — превышала 40 °C. Немного прохладнее в сезон дождей с июня по сентябрь, хотя всё-равно достаточно жарко. Только в зимние месяцы (декабрь и январь) среднесуточные температуры ниже 32 °C.
| Показатель                                  | Янв. | Фев. | Март | Апр. | Май  | Июнь | Июль  | Авг.  | Сен. | Окт. | Нояб. | Дек. | Год   |
| ------------------------------------------- | ---- | ---- | ---- | ---- | ---- | ---- | ----- | ----- | ---- | ---- | ----- | ---- | ----- |
| Средний суточный максимум, °C               | 31,7 | 34,9 | 37,7 | 40,2 | 40,5 | 38,3 | 34,6  | 32,6  | 33,3 | 35,5 | 35,0  | 31,6 | 35,5  |
| Средняя температура, °C                     | 23,4 | 26,3 | 29,4 | 32,5 | 33,5 | 32,0 | 29,2  | 28,0  | 28,5 | 29,4 | 27,3  | 23,8 | 28,6  |
| Средний суточный минимум, °C                | 15,1 | 17,6 | 21,2 | 24,7 | 26,5 | 25,7 | 23,9  | 23,3  | 23,7 | 23,4 | 19,5  | 16,0 | 21,7  |
| Норма осадков, мм                           | 0,8  | 0,0  | 0,8  | 4,0  | 23,4 | 55,8 | 140,5 | 165,6 | 88,7 | 19,8 | 0,3   | 0,4  | 500,1 |
| Источник: World Weather Information Service |      |      |      |      |      |      |       |       |      |      |       |      |       |

## Население
По данным на 2013 год численность населения города составляла 106 262 человека. Преобладают такие этнические группы, как бамбара, бозо, догоны, сонгай и фульбе. Наиболее распространённый язык — фула.
Динамика численности населения города по годам:
| 1976   | 1987   | 2013    |
| ------ | ------ | ------- |
| 53 885 | 74 771 | 106 262 |

## Экономика и транспорт
Мопти является коммерческим центром региона и одним из важнейших портов Мали. Рыболовство, скотоводство и земледелие (особенно производства риса) также продолжают играть важную роль в местной экономике. Мопти является важным туристическим центром Мали.
Паромы соединяют Мопти с Томбукту, Гао, Куликоро и Дженне. Паромное сообщение осуществляется с августа по декабрь, когда уровень воды в реке это позволяет. 12-км дамба соединяет Мопти с городом Севарэ, через который проходит национальное шоссе № 16 — асфальтированная дорога, соединяющая Бамако и Гао. Кроме того, в городе Севарэ расположен аэропорт.

## Галерея

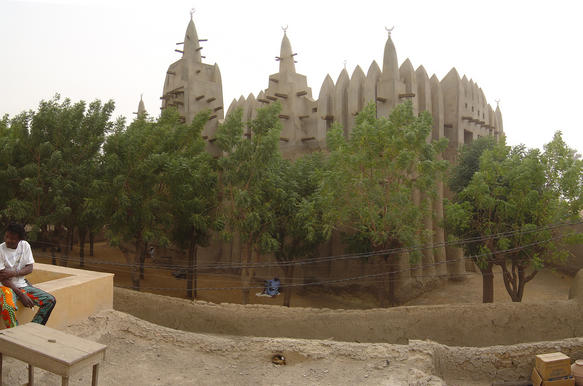
Мечеть в Мопти
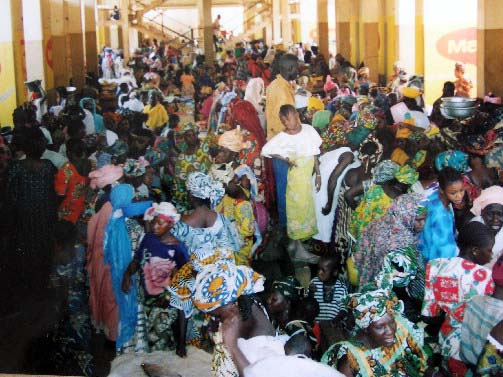
Оживлённый рынок
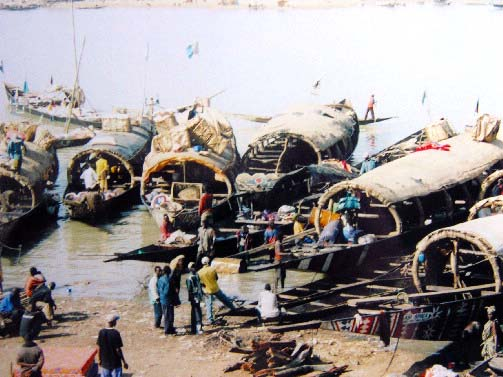
Лодки в гавани
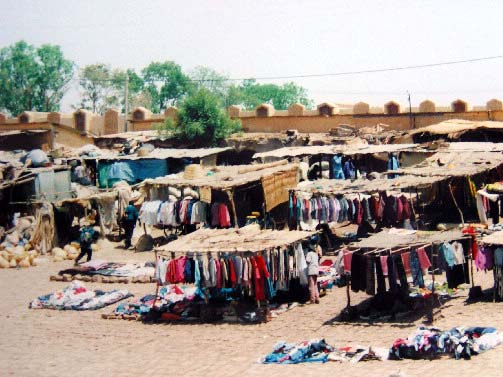
Рынок
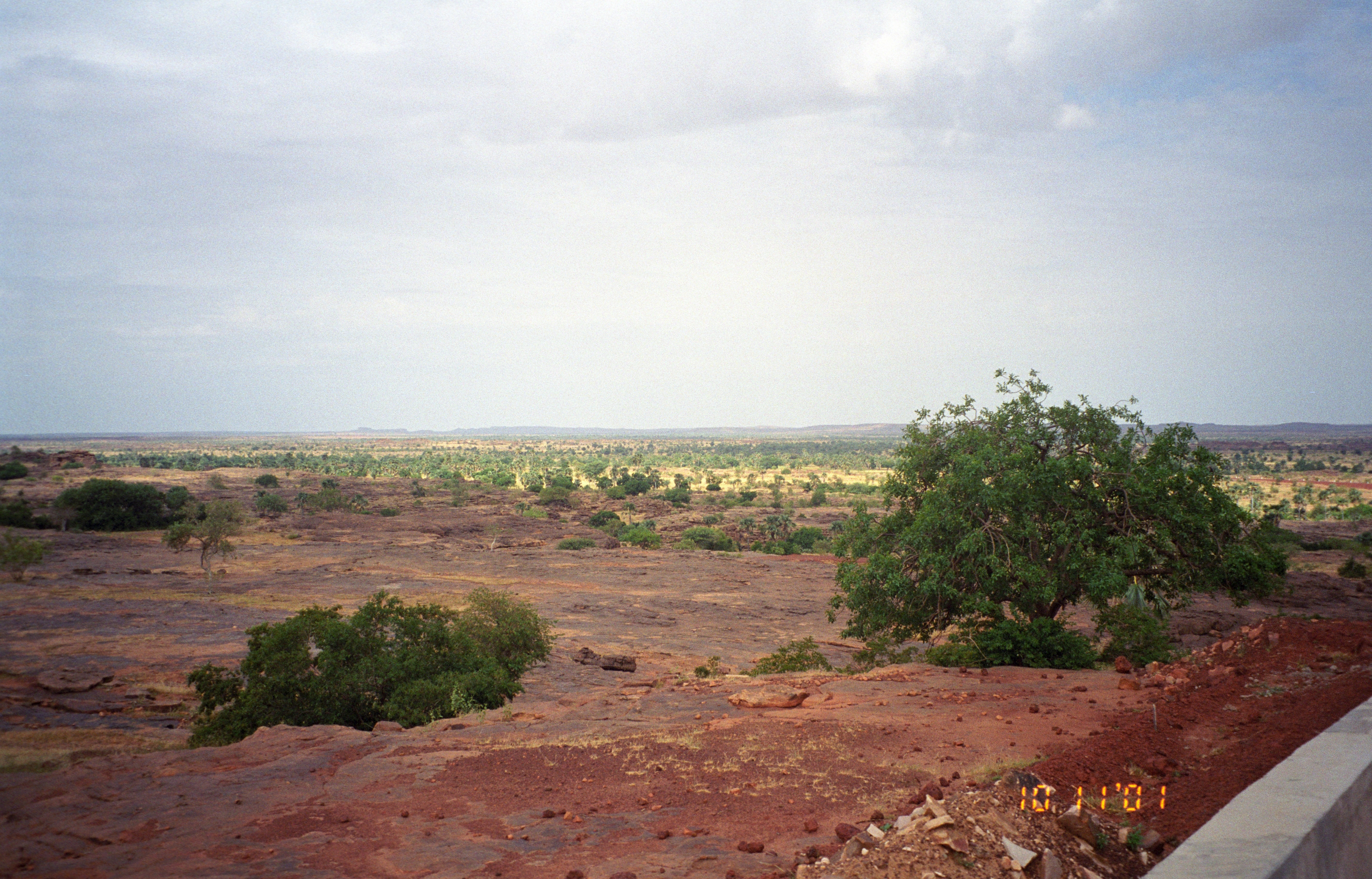
Сельская местность вблизи Севарэ, коммуна Мопти